# Dave Holland (baixista)
Dave Holland (Wolverhampton, 1 de Outubro de 1946) é um baixista e compositor britânico que desempenhou um papel importante no avant-garde jazz, tocou com importantes nomes do jazz, como Miles Davis, Chick Corea, Anthony Braxton, Kenny Wheeler, Pat Metheny e Michael Brecker.

## Biografia
Holland nasceu em Wolverhampton em 1946. Foi auto-ditada e aprendeu a tocar o ukulele aos quatro anos, mais tarde, aos dez anos, aprendeu a tocar guitarra e aos treze anos o baixo elétrico. Tocou desde cedo em bandas de bailes. Influenciado por baixistas de jazz como Leroy Vinnegar e Ray Brown, começou a tocar contrabaixo acústico.
Após se mudar para Londres em 1964 começou a estudar com James Edward Merrit, contrabaixista da Orquestra Philharmonia, que o recomendou para a Guildhall School of Music and Drama.
Aos 20 anos, Holland já tocava no Ronnie Scott's Jazz Club, um importante clube de jazz de Londres, onde ele acompanhou importantes nomes da música, como Coleman Hawkins, Ben Webster e Joe Henderson. Também tocava nessa época com importantes músicos da cena ingla, como John McLaughlin, Kenny Wheeler e Evan Parker.

## Nos Estados Unidos
Em 1968, Miles Davis o ouviu tocando no Ronnie Scott's Jazz Club e o chamou para tocar com ele. Holland então se mudou para Nova York, onde gravou diversas gravações clássicas de Miles, como Bitches Brew e In a Silent Way. Em NY conheceu importantes músicos da cena, como Chick Corea, Keith Jarrett, Wayne Shorter e Jack DeJohnette. Formou, em 1970, o grupo Circle, cuja sonoridade foi influenciada pelo free-jazz. Durante os anos seguintes, Holland viria a se tornar um importante nome do jazz.